# Camponotus sankisianus
Camponotus sankisianus är en myrart som beskrevs av Auguste-Henri Forel 1913. Camponotus sankisianus ingår i släktet hästmyror, och familjen myror. Inga underarter finns listade.